# Idioma cucapá
El idioma cucapá es una lengua que forma parte del grupo yumano California-Delta dentro de la familia yumano-cochimí, la cual ha sido incluida en la hipotética familia hokana. Actualmente, cuenta con unos pocos centenares de hablantes, que se encuentran mayoritariamente en reservas del suroeste de Arizona, en Estados Unidos, así como en varias localidades rurales de Baja California y Sonora, en México. A pesar de que la lengua sigue siendo transmitida a las nuevas generaciones, se estima que su extinción es inminente.

## Clasificación
La lengua cucapá es una de las lenguas del grupo lingüístico yumano California-Delta y éste pertenece a las lenguas yumanas; a su vez, éste pertenece al tronco lingüístico yumano-cochimí.

## Historia
La lengua cucapá se transmitió principalmente de forma oral durante la mayor parte de su historia, debido en gran medida a la falta de un sistema alfabético. No fue sino hasta la década de 1970 que se desarrolló un alfabeto para esta lengua, cuando un académico emprendió esta tarea como parte de una disertación. Sin embargo, el alfabeto original no resultó ser adecuado, lo que llevó a la tribu a diseñar un nuevo sistema a principios de la década de 2000.
A medida que avanzaba el proceso de recuperación de la lengua, se hizo evidente que carecía de términos adecuados para conceptos y objetos de la sociedad moderna. Como respuesta, la tribu creó nuevas palabras y frases para describir estos elementos contemporáneos. Los ancianos de la tribu fueron los encargados de desarrollar estas nuevas palabras y/o frases.
Es importante destacar que, aunque la tribu cucapá habita en regiones tanto de Arizona como de Baja California y Sonora, existen diferencias en la ortografía escrita de la lengua entre estos lugares. Los cucapá en México utilizan una ortografía establecida por el Instituto Nacional de Lenguas Indígenas (INALI), una entidad dedicada a la protección y promoción de las lenguas en peligro de extinción, mientras que los cucapá en Arizona emplean una variante diferente desarrolla por la tribu.

## Pronombres personales
|                 | Singular | Plural    |
| --------------- | -------- | --------- |
| Primera Persona | Nñiaš    | Ni'suameɫ |
| Segunda Persona | Mapuñ    | Ni'suam   |
| Tercera Persona | Nñieršeñ | Nñišraš   |

## Estatus oficial
Esta lengua junto con todas las lenguas indígenas de México y el español fueron elevadas a "lenguas nacionales" gracias a la Ley General de Derechos Lingüísticos de los Pueblos Indígenas promulgada en el año 2003.

## Fonología

### Vocales
El cucapá tiene 4 vocales. La distinción entre vocales largas y cortas tiene un valor fonémico.
|         | Anterior | Posterior |
| ------- | -------- | --------- |
| Cerrada | i / iː   | u / uː    |
| Media   | e / eː   |           |
| Abierta | a / aː   |           |

### Consonantes
El cucapá tiene 21 consonantes. 
|             | Bilabial | Alveolar | Alveolar | Retrofleja | Palatal | Palatal | Velar  | Velar | Glotal |
| Central     | Bilabial | Lateral  | Central  | Retrofleja | Lateral | Llana   | Labial |       | Glotal |
| ----------- | -------- | -------- | -------- | ---------- | ------- | ------- | ------ | ----- | ------ |
| Nasal       | m        | n        |          |            | ɲ       |         |        |       |        |
| Oclusiva    | p        | t        |          | ʈ          | tʃ      |         | k      | kʷ    | ʔ      |
| Fricativa   |          | s        |          | ʂ          | ʃ       | ɬʲ      | x      | xʷ    |        |
| Aproximante |          |          | l        |            | j       | lʲ      |        | w     |        |
| Vibrante    |          | r        |          |            |         |         |        |       |        |

- /r/ se articula usualmente como [r] aunque en algunas ocasiones es sustituido por el alófono [ɾ].
- /ʧ, ɲ, ʃ/ son consonantes post-alveolares (palato-alveolares). /lʲ, ɬʲ/ son consonantes palatalizadas alveolares.

### Sílaba y fonotácticas
El modelo de la sílaba en la lengua cucapá es del tipo...
(C)(C)(C)V(ː)(C)(C)
- Los grupos consonánticos de dos consonantes al comienzo de una palabra consisten en general de una fricativa y cualquiera otra consonante, por ejemplo /sp, ʂm, ʃp, xʧ/. En raras ocasiones el grupo consonántico comienza con una consonante lateral o una oclusiva. Por ejemplo, /lʧ, ɬʲʧ, ps, ʧp/.
- Los grupos de tres consonantes al inicio son muy raros. Entre los que se han registrado se encuentra /pxk, pxkʷ, spx/.